# Мошнино (Псковская область)
Мошнино — деревня в Струго-Красненском районе Псковской области России. Входит в состав сельского поселения «Марьинская волость».

## География
Находится на северо-востоке региона, в центральной части района, в лесной местности около оз. Шкваренское (Шкварнинское).
Улица одна: 181137 ул. Хитрово (упразднённая в 1983 году деревня, находится в 1 км к северу).

## История
Первое упоминание — 1585-87 гг. как дер. Лычка Заклинской губы Заклинской засады.
В 1918-28 годах — центр Мошниковского сельсовета, до 1927 г. — в составе Соседненской волости Лужского уезда; в 1927—1928 гг. — в составе Стругокрасненского района.
В 1941—1944 гг. деревня находилась под фашистской оккупацией войсками Гитлеровской Германии.
С образованием Стругокрасненского района с 1927 до 1995 года деревня входила в Симанологский сельсовет, с января 1995 до января 2010 года — в Симанологскую волость. 
С 1 января 2010 года с упразднением Симанологской волости деревня входит в Марьинскую волость.

## Население
| 2001 | 2002 | 2010 | 2011 |
| ---- | ---- | ---- | ---- |
| 9    | ↗14  | ↗17  | ↘9   |

## Инфраструктура
В 1930-41, 1944-50 — колхоз «Мошнинский передовик», в 1950-57 — центр укрупнённого колхоза имени Ворошилова, с
1957 г. — отделение Мошнино, бригада Мошнино совхоза «Вперёд». Мошнинская земская школа (1915), Мошнинская школа I ступени (1927), Мошнинская начальная школа (1946, 1950, 1973), Мошнинская семилетняя школа (1956) (Ефимов, Фёдоров, 2015).

## Транспорт
Деревня доступна по автодороге регионального значения58К-576 «Ровное — Высокое».
Остановка общественного транспорта.